# 2294 Andronikov
2294 Andronikov је астероид главног астероидног појаса чија средња удаљеност од Сунца износи 2,580 астрономских јединица (АЈ).
Апсолутна магнитуда астероида је 11,5.